# الیکالیا
الیکالیا (به لاتین: Alikalia) یک منطقهٔ مسکونی در سیرالئون است که در استان شمالی، سیرالئون واقع شده‌است.

## خصوصیات
الیکالیا ۳٬۲۵۴ نفر جمعیت دارد.